# Neutralismo (biologia)
Il neutralismo è una relazione biologica che prevede la compresenza di diverse specie nella stessa area senza che nessuna di queste ne riceva beneficio o pregiudizio (0/0).

## Neutralismo tra microrganismi
Il neutralismo è stato osservato in laboratorio utilizzando colture di batteri, alghe o protozoi e, a livello microbiologico, si suppone che possa verificarsi anche in natura in condizioni di bassa densità delle popolazioni, elevati livelli di nutrienti e differenti requisiti di crescita. Si stima che possa essere molto comune in ambiente sotterraneo.

## Neutralismo in un ecosistema
In riferimento alla complessità di un ecosistema, è molto difficile affermare con certezza che non esistano relazioni di alcun tipo tra due specie.
Il termine viene quindi usato per descrivere situazioni in cui le interazioni non sono dirette e vengono considerate pressoché insignificanti, come nel caso di scoiattoli e pettirosso.
In alcuni casi si utilizza per evidenziare come il mutare delle circostanze può indurre cambiamenti anche nelle relazioni biologiche: ad esempio il neutralismo che contraddistingue i rapporti tra volpi e topi all'interno di uno stesso habitat nel periodo estivo può mutare nel periodo invernale, quando, per la carenza di altre prede, le prime possono diventare predatori dei secondi.

## Controllo biologico
Nell'ambito della lotta biologica si può parlare di neutralismo quando non si riescono ad associare le dinamiche della popolazione di un patogeno con quelle di un altro organismo.